# Jubileiny 2
Jubileiny-2, MiR nach (Michail Reschetnjow), auch RS-40 ist ein russischer Fernerkundungs- und Amateurfunksatellit. Er wurde teilweise von Studenten der Reschetnjow-Universität entwickelt. Ferner kamen von der Reschetnjow-Universität ein Laserreflektor, die Steuereinheit, die Spannungsversorgung, zwei kleine Kameras und eine Fernerkundungskamera. Die erwartete Lebenszeit wurde mit einem Jahr angegeben. Die Kommandostation befindet sich in Krasnojarsk.

## Mission
Der Satellit wurde am 28. Juli 2012 mit einer Rockot vom Kosmodrom Plessezk gemeinsam mit Gonets-M 3, Gonets-M 4 und Kosmos 2481 gestartet.

## Frequenzen
- 2.270,0 MHz – Downlink für wissenschaftliche Daten
- 145 MHz – Uplink
- 435,265 MHz – Downlink Transponder FM
- 435,365 MHz – Downlink CW-Bake